# Torhamns udde
Torhamns udde este o arie protejată (arie specială de conservare — SAC, sit de importanță comunitară — SCI) din Suedia întinsă pe o suprafață de 511 ha, integral pe uscat.

## Localizare
Centrul sitului Torhamns udde este situat la coordonatele 56°04′43″N 15°50′11″E / 56.0785°N 15.8365°E.

## Înființare
Situl Torhamns udde a fost declarat sit de importanță comunitară în ianuarie 1997 pentru a proteja 1 specie de animale. Situl a fost protejat și ca arie specială de conservare în martie 2011.

## Biodiversitate
Situată în ecoregiunile continentală și marină baltică, aria protejată conține 6 habitate naturale: Insulițe și insule mici din Baltica boreală, Golfuri mici largi și golfuri puțin adânci, Vegetație anuală la limita mareei, Pajiști uscate europene, Pajiști fino-scandinave uscate până la mezice, bogate în specii de altitudine mică, Pășuni de coastă din Baltica boreală.
La baza desemnării sitului se află o specie protejată de  amfibieni: triton cu creastă (Triturus cristatus).